# Esther Palomera
Pour les articles homonymes, voir Palomera (homonymie).
Esther López Palomera, plus connue comme Esther Palomera, née en 1968 à Madrid, est une journaliste espagnole. Elle est licenciée en sciences de l'information à l'Université complutense de Madrid.

## Biographie
Esther Palomera commence sa carrière professionnelle au quotidien ABC en 1990. En 1994, elle devient responsable de la section "Santé". En 1996, elle reçoit le prix Luis de Azúa de journalisme sanitaire.
En 1998, elle participe à la fondation du quotidien La Razón. En 2000, elle devient adjointe à la direction et chroniqueuse parlementaire.
En avril 2014, elle est licenciée du journal La Razón, probablement en raison de critiques trop appuyées contre le gouvernement de Mariano Rajoy. En mai 2014, elle rejoint le site El Huffington Post où elle débute le 5 mai avec un article polémique titré "¡Basta de silencios!" ("Assez du silence !"). 
Elle a collaboré comme analyste à diverses émissions de radio et de télévision : Los Desayunos de TVE (2008-2011), 59 segundos et El Debate de la 1 (TVE), ‘La Tarde en 24 horas' (TVE)', "24 horas" sur RNE, "El gran debate" (2012-2013) sur Telecinco, "Al rojo vivo" (La Sexta) (2011-2014) ainsi que La Mañana et La linterna (COPE).
Actuellement, elle fait partie des analystes politiques du "Programa de Ana Rosa" sur la chaîne Telecinco et "Las mañanas de Cuatro". Elle participe aussi à l'émission de radio "Hoy por hoy" sur la Cadena SER depuis 2014.